# Drymaria polycarpoides
Drymaria polycarpoides là loài thực vật có hoa thuộc họ Cẩm chướng. Loài này được A.Gray mô tả khoa học đầu tiên năm 1849.